# 罗斯波特-蒙帕赫
罗斯波特-蒙帕赫（德语、法语：Rosport-Mompach；卢森堡语：Rouspert-Mompech）是卢森堡东部的一个市镇，属于埃希特纳赫县。市镇东边与德国接壤。 

## 历史
该市镇成立于2018年1月1日，由旧市镇罗斯波特和蒙帕赫合并而成。 

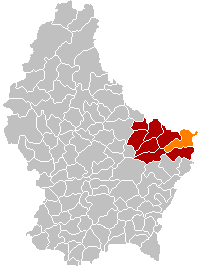
罗斯波特
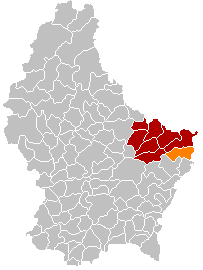
蒙帕赫
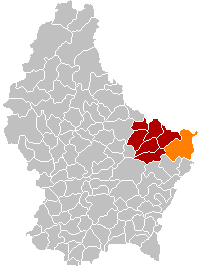
罗斯波特-蒙帕赫

### 村镇
该市镇由以下村庄组成： 
| - 罗斯波特: - Dickweiler - Girst - Hinkel - Osweiler - Rosport - Steinheim - Frombuerg (称地) - Girsterklaus (称地) | - 蒙帕赫: - Born - Givenich - Herborn - Moersdorf - Mompach - Boursdorf (称地) - Lilien (称地) |

## 经济
该市镇是卢森堡克雷芒产区（Crémant de Luxembourg）的一部分。 
Sources Rosport SA碳酸水厂位于罗斯波特。 

## 居民
- 亨利·图尔多（Henri Tudor，1859–1928），工程师